# Terametru
Terametru (abreviație: Tm) este o unitate de măsură a distanței.
Un terametru este egal cu 1 000 000 000 000 metri și este multiplu al metrului.     